# No-res
No-res, a Symphonic Tragedy in Two Parts (en español: Nada, una tragedia sinfónica en dos partes), también titulada No-res, an Agnostic Requiem (en español: Nada, un réquiem agnóstico) es una obra para coro, orquesta, narrador y cinta magnética del compositor barcelonés Leonardo Balada. Dicha obra fue compuesta en 1974 y trata de representar la reacción del compositor frente a la muerte de su madre, a la cual va dedicada la obra. La letra fue escrita exclusivamente para la obra por el escritor Jean Paris. Es una de las obras más relevantes del periodo de vanguardia de Balada.
Esta pieza fue estrenada en 1997 en Barcelona por la Orquesta Sinfónica de Barcelona y Nacional de Cataluña, junto con el Coro Nacional de España y dirigió el estreno Lawrence Foster. Con esta obra, Leonardo Balada consiguió el Premio internacional de composición Ciudad de Barcelona.

## Estructura
La obra consiste en dos partes que, a su vez, son los dos únicos movimientos de la obra. En la primera parte, el narrador describe la muerte, no solo desde su faceta trágica, sino también desde su perspectiva metafísica. El texto contiene citas célebres de muchos autores alrededor del mundo, en diferentes lenguas, con el fin de deberse a la universalidad de la muerte. Al inicio de la primera parte, el compositor hace uso de un sonido pregrabado de un lobo aullando, mientras el coro lo imita. A lo largo del primer movimiento, el autor mezcla fragmentos tonales y fragmentos atonales, con la intención de representar a la muerte en su faceta más desesperanzadora, es decir, la muerte es inevitable y no hay esperanza de evitarla. Aleatoriamente, alterna música con sonidos de cristales rompiéndose, árboles meciéndose y diferentes sonidos de animales. Según el propio Balada: "un sinnúmero de animales contribuyen con sus ruidos innatos a la sensación de absurdidad que es el fatal curso de nuestra existencia". Al final de la primera parte, todos en el escenario se quedan completamente quietos, cosa que simboliza el final, en todas sus dimensiones.
La segunda parte fue escrita íntegramente por el escritor en inglés; no obstante, se indica que el texto debe ser traducido a la lengua nativa de allá donde se ejecute la pieza. A grandes rasgos, se utilizan las mismas técnicas que en el primer movimiento, aunque el carácter es mucho más desafiante y vivo. En él, se habla de la lucha contra los tabús que evitan la innegable verdad, así como se cuestiona la existencia o la justicia de Dios.